# Domitien Ndayizeye
Domitien Ndayizeye (ur. 2 maja 1953 w Murango, Kayanza) – polityk, prezydent Burundi w latach 2003–2005 oraz wiceprezydent w latach 2001–2003.
Ndayizeye próbował doprowadzić do zapanowania pokoju między Hutu a mniejszością Tutsi poprzez współpracę z innymi prezydentami w regionie min. Yowerim Musevenim z Ugandy i Benjaminem Mkapą z Tanzanii.
W roku 2004 skierował do parlamentu projekt nowej konstytucji, Ze względu na bojkot ze strony niektórych środowisk tego pomysłu, głosowanie zostało przełożone na koniec listopada 2004 roku. Jednak nigdy nie zostało to zrealizowane.
Po przegranych wyborach prezydencki w 2005 roku, jego miejsce zajął Pierre Nkurunziza.

W dniu 21 sierpnia 2006 r. Ndayizeye został aresztowany w Bużumburze za rzekomy udział w spisku mającym na celu zamachu stanu na początku roku. Senat pozbawił Ndayizeye immunitetu przed jego aresztowaniem. Podczas procesu zaprzeczył oskarżeniom skierowanym przeciwko niemu. W dniu 19 grudnia powiedział: 

Nigdy nie marzyłem o organizowaniu zamachu, w rzeczywistości porzuciłem politykę po to, aby prowadzić działalności gospodarczą i spędzić więcej czasu z rodziną.

W dniu 15 stycznia 2007 roku został uniewinniony wraz z byłym wiceprezydentem Alphonse-Marie Kadege i trójką innych oskarżonych; dwie inne osoby skazano na długoletnie więzienie.
Wystartował w wyborach prezydenckich w 2010, jednak wycofał się z nich wraz z pięcioma innymi kandydatami, oskarżając partię rządzącą o fałszowanie wyników wyborów.